# Lophodermium consociatum
Lophodermium consociatum är en svampart som beskrevs av Darker 1932. Lophodermium consociatum ingår i släktet Lophodermium och familjen Rhytismataceae.   Inga underarter finns listade i Catalogue of Life.